# 奧爾斯頓
奧爾斯頓（英語：Allston）是位於美國麻薩諸塞州沙福克縣波士顿的一個街區。

## 地理
奧爾斯頓所處的海拔為高於海平面5米（即16英呎），而該地所採用的時區為UTC-5，即北美东部時區（EST）。同時該地設有夏令時間，為UTC-5調快一小時，即UTC-4（EDT）。
哈佛大學的哈佛商學院位於此。